# Puig de Saneles
El Puig de Saneles és una muntanya de 789 metres que es troba entre els municipis d'Agullana, a la comarca de l'Alt Empordà i França.